# Szeizmográf

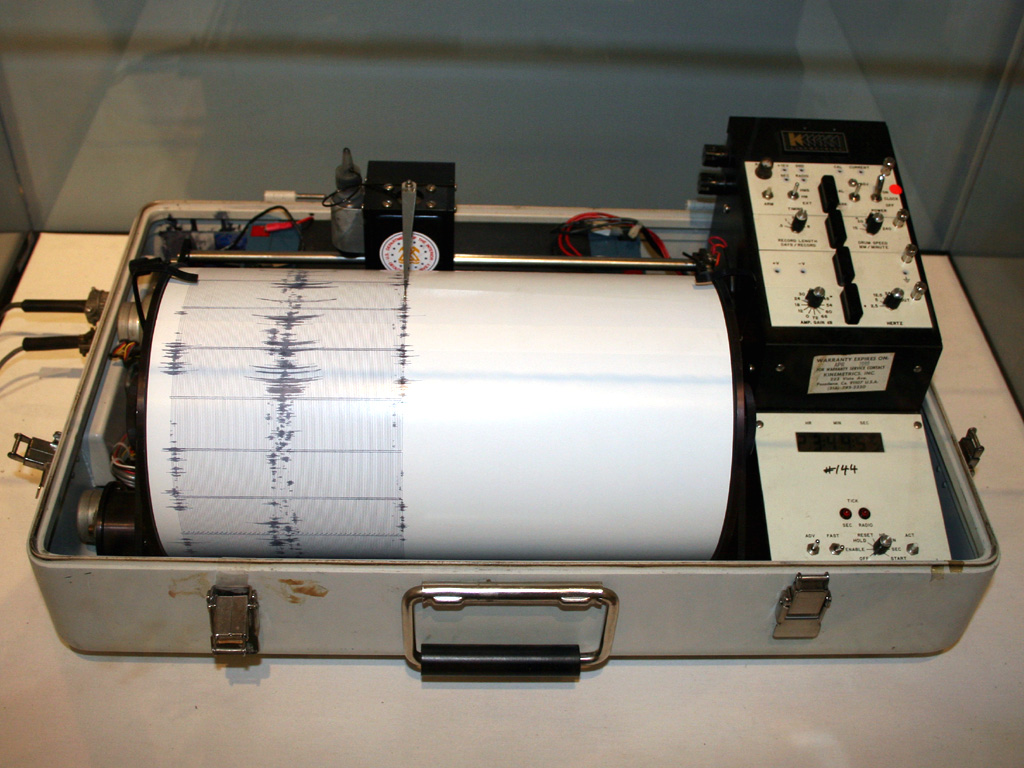
Analóg kijelzésű szeizmográf

A szeizmográf a földrengések erősségének mérésére használt készülék. Először a kínaiak használták/ találták fel, majd  a 19. század második felében, John Milne találta fel újra.
A szeizmográfok olyan elven működnek, hogy egy a kerethez lazán rögzített tehetetlen test és a földdel együtt mozgó keret relatív elmozdulását mérik. A jeleket felerősítik és papírra vagy számítógépre rögzítik.